# 글렌 콜베트

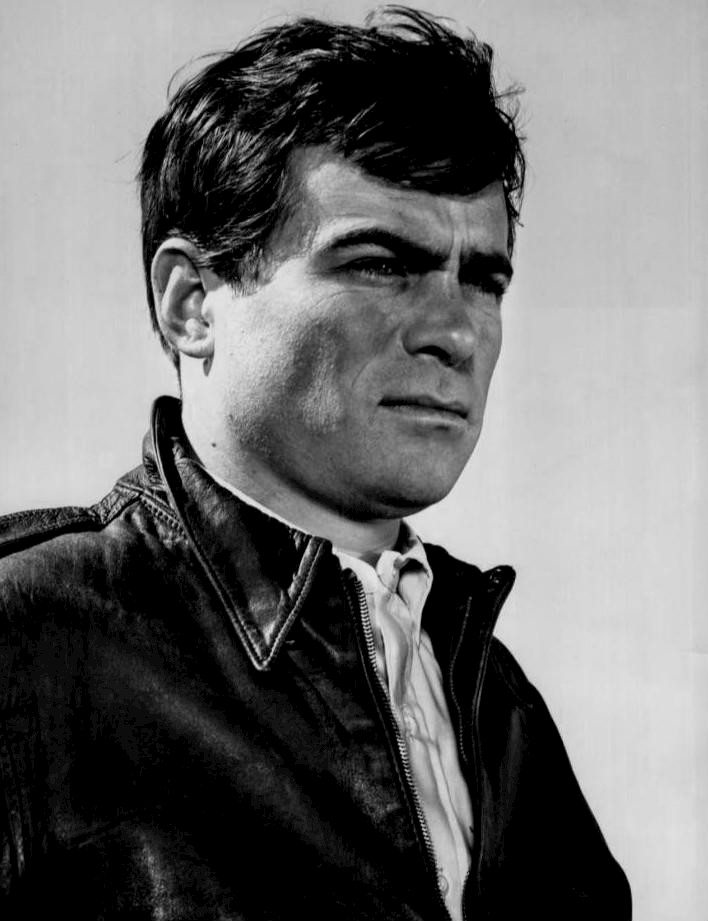

글렌 콜베트(Glenn Edwin Rothenburg, 1933년 8월 17일 ~ 1993년 1월 16일)는 미국의 텔레비전 배우, 영화배우이다.
엘몬테에서 태어났으며 샌안토니오에서 사망하였다. 사인은 폐암이다.

## 영화
- 샤도우 포스 (1992년)
- 필사의 스턴트 작전 (1980년)
- 달라스 (1978년)
- 내쉬빌 걸 (1976년)
- 미드웨이 (1976년)
- 명탐정 바나비 존즈 (1973년)
- 더 영 앤 더 레스트리스 (1973년)
- 빅 제이크 (1971년)
- 치삼 (1970년)
- 건스 인 더 헤더 (1969년)
- 닥터 게논 (1969년)
- 결혼을 어떻게 하나요 (1969년)
- FBI (1965년)
- 셰넌도어 (1965년)
- 더 마운틴 로드 (1960년)
- 보난자 (1959년)
- 딜론 보안관 (1955년)
- 디즈니랜드 (1954년) - 톰 에반스 역
- 파이어볼 (1950년)